# متلازمة اللكنة الأجنبية
متلازمة اللكنة الأجنبية (اختصارًا FAS) هي حالةً طبيةً تؤدي إلى التحدث بلهجة مختلفة عن اللهجة أو اللغة الأصلية، دون اكتساب مسبقٍ لها من المكان الأصلي.
تحدث هذه المتلازمة نتيجة لإصابة خطيرة في الدماغ مثل حدوث سكتة دماغية، أو قد تحدث نتيجة لتطور ورم في الدماغ، أو من إحدى حالات الصداع النصفي الحاد (الشقيقة الحادة)، أو قد تكون تطورت من حالات مرضية دماغية أخرى ومشكلات في إنتاج مسلك إنتاج الكلام في الدماغ، قد يصاب الشخص بمتلازمة اللكنة الأجنبية نتيجة لأمراض عصبية نفسية.
سجلت الحالة الأولى من الإصابة بهذه المتلازمة عام 1907، فيما سجلت 62 حالة بين عامي 1941 و 2009.
تتسَبب المتلازمة من التشوش المسلك اللفظي وعمليات التنسيق، على الرغم من أن أغلب المقالات الإخبارية تشير إلى لهجات مناطق مقاربة لمنطقة المصاب، إلا إن المثحدثين المصابين بمتلازمة اللهجة الأجنبية لا يكتسبون اللهجة الأجنبية مسبقاً ولا يكونون طليقي اللسان بها.

## العلامات والأعراض
لا يشعر المصابون بهذه المتلازمة بغرابة في السمع عند التحدث بلكنة أجنبية غير لغتهم الأم، على سبيل المثال: قد يتحدث شخص لغته الأم الإنجليزية البريطانية بلهجة سكان نيويورك الأمريكية. وجد الباحثون في جامعة أكسفورد أن هناك أجزاء خاصة محددة من الدماغ تضررت في بعض حالات الإصابة بمتلازمة اللكنة الأجنبية، وهذا يشير إلى أن هناك أجزاء محددة في الدماغ تتحكم بوظائف لغوية متعددة، وأن الضرر قد يؤدي إلى التغير في الطبقة الصوتية أو النطق الخاطئ للمقاطع مما يسبب تهجئة مختلفة للكلام وتشويش في أنماط الصوت بطريقة غير محددة، هناك ادلة متزايدة على أن جزء المخيخ المسؤول عن التحكم بالوظائف الحركية، قد يكون له علاقة أساسية في بعض حالات متلازمة اللكنة الأجنبية، مما يعزز فكرة أن تغير أنماط الكلام عملية ميكانيكية وبالتالي غير محددة. 

عادة ما تكون هذه المتلازمة مرحلة مؤقتة من مراحل الشفاء من السكتة الدماغبة أو الورم ولا تستمر بشكل دائم، أو يحتمل أن تحدث في مرحلة تراجع الحالة الصحية. يؤثر هذا المرض على المصاب على المستوى المقطعي أو مستوى الأحرف، وعادة ما تتأثر الأحرف الصوتية أكثر من غيرها، ويعاني المصاب من تغيير شدتها، حالات لغوية مختلفة، ومد الأحرف وتقصيرها، لكن الحالات الجوهرية اشتملت على تغير أسلوب الكلام وطريقة التعبير.
هناك العديد من التشابه مع اضطراب تعذر الأداء النطقي، الذي هو اضطراب آخر للعضلات المحركة للنطق. حيث يعتقد الباحثون أن متلازمة اللكنة الأجنبية هو شكل مخفف من اضطراب نعذر الأداء النطقي، كلتا الحالتين تتسبب من آفات في الدماغ. لكن تختلف متلازمة اللكنة الأجنبية عن اضطراب تعذر الأداء النطقي بكون المصابين بمتلازمة اللكنة الأجنبية يستطيعون التحكم أكثر بقصور القدرة على الكلام عندهم و اللهجة الأجنبية هي شكل من أشكال مشكلات النطق. هناك اختلافات بسيطة بين متلازمة اللكنة الأجنبية و تعذر الأداء النطقي، فيجب على المستمع الدراية باللغة الأجنبية التي يتحدث بها المصاب ليستطيع تمييزها عن مرض تعذر الأداء النطقي.
قد تكون متلازمة اللهجة الأجنبية حالة باريدوليا من جانب المستمع وليس استطاعة المصاب التحدث بلهجة أخرى، فقد أورد نيك ميلير أستاذ قسم اضطرابات القسم المحرك في النطق في جامعة نيوكاسل: «مفهوم الذين يعانون من متلازمة اللكنة أجنبية هو شيء موجود في أذن المستمع، أكثر منه في فم المتحدث. إنَّه ببساطة النغمة وطريقة نطق الكلام قد تغيير.»(1)

## الأسباب والتشخيص
بعد جمع بيانات 112 مصاباً بمتلازمة اللكنة الأجنبية من البالغين، وُجدت نسبة 67% كونهم إناثاً. ووفقاً لذلك فإن المتلازمة أكثر شيوعاً عندَهنَّ مما عند الذكور، ويتراوح العمر القياسي للإصابة بهذه المتلازمة ما بين 25 حتى 49 عاماً. أي أن النساء أكثر بضعفين من الرجال إصابةً بهذه المتلازمة، وحسب استخدام إحدى اليدين، كانت نسبة الإصابة للأشخاص مستخدمي اليد اليمنى أعظمية. حالات قليلة من المرضى (12.5%) كانوا قد تعرضوا للكنة الأجنبية مسبقاً التي أصبحوا يتحدثون بها بعد الإصابة بالمتلازمة.
أغلبية المصابين ظهرت المتلازمة نتيجة لسكتة دماغية، على الرغم من كون بعضهم ظهرت نتيجة لمرض نفسي أو لورم أو أورام دماغية، و قد عانى بعد المرضى من المتلازمة نتيجة لخلل عصبي، ظهرت آفات في نصف الكرة المخية الأيسر عند أغلبية المصابين، التي بدورها أثرت بشكل مباشر على القشرة الأمامية المحركة، والقشرة الحركية، و العقد القاعدية أو باحة بروكا. كما وجدت آفات أخرى في المخيخ، الذي يرسل إشارات عصبية للمناطق السالف ذكرها. نادراً ما يسبب ضرر نصف الكرة المخية الأيمن متلازمة اللكنة الأجنبية، الحالات العظمى من المصابين يظهرون أمراضاً في النطق مثل البكم والحبسة والرتة وتعذر الأداء النطقي.

## وقائع
وصف بيير ماري طبيب الأمراض العصبية الفرنسي، أول حالة إصابة بهذه المتلازمة في عام 1907، وسجلت دراسة تشيكية حالة أخرى في 1919، و شملت أشهر حالات الإصابة الأخرى بهذه المتلازمة حالة في النرويج في عام 1941 بعد أن عانت شابة تُدعى استردل من إصابة في الرأس سببته قنبلة شظايا خلال غارة جوية، وبعد أن بدا أنها تتعافى من الجرح بقي معها مابدا وكأنه لكنة ألمانية قوية، ونبذها النرويجيون، هناك حالة إصابة شهيرة أخرى وهي حالة جودي روبرتز والمعروفة أيضاً باسم تيفاني نويل، التي وُلدت وعاشت في إنديانا، الولايات المتحدة الأمريكية في عام 1999، عانت روبرت وهي في عمر السابعة والخمسين من سكتة دماغية، وبعد أن تعافت منها أصبحت تتحدث بما يشبه اللكنة البريطانية على الرغم من أنها لم تذهب إلى بريطانيا قط.
و في شهر مارس من عام 2001 عانى جيري كونر رجل كان يعيش في اشفيل في كارولينا الشمالية، من سكتة دماغية بينما كان في مقر عمله، وبعد أن نُقل إلى المستشفى فقد وعيه، وعندما استعاد وعيه بدأ يتحدث بلكنةٍ بريطانية صحيحة جداً، كانت هذه الحادثة قبل أن يعرف الكثير عن متلازمة اللكنة الأجنبية حيث كانت مُدرجة فقط في سجلات الأطباء والمستشفيات.
و في شهر فبراير من عام 2004 حُقنت امرأة في دالاس-تكساس، بصبغة اليود من أجل أشعة مقطعية للصدر، على الرغم من أنها تعاني من حساسية ضد اليود، وكانت نتيجة رد الفعل التحسسي شللاً مدته 24 ساعة لم تستطع خلالها الحديث، ومع برأها من الشلل كانت تتحدث بلكنة تبدو وكأنها روسية، وبالإضافة إلى التغير الحاصل في كلامها بدأت تتعرض لنوبات صرع، ومع مرور الوقت أصبحت اللكنة طبيعية أكثر إلا أنها تصبح أقوى عندما تتعرض لنوبة صرع.
و في شهر يناير من عام 2006 عانى رجل أسترالي من سكتة دماغية كنتيجة لسوء استخدام دواء الديبازيبام (دواء مهدئ ومرخٍ للعضلات)، بينما كان يقضي إجازته في تايلاند، عندما استعاد وعيه لاحظ أصدقاؤه أنه يتحدث بمزيج من اللكنتين الأيرلندية والأمريكية، ويبدّل أحياناً بين اللهجتين في منتصف الجملة، وكانت هذه أول مثال مُسجّل لمتلازمة اللكنة الأجنبية المزدوجة.
حدثت حالة إصابة أخرى بمتلازمة اللكنة الأجنبية لِـ ليندا واكر، وهي امرأة تبلغ من العمر 60 عاماً من منطقة نيوكاستل في المملكة المتحدة، فبعد تعرضها هي الأخرى لسكتة دماغية، تغيرت لكنتها الجيوردية الطبيعية ووُصفت أوصافاً متعددة، من هذه الأوصاف أن لكنتها تشبه اللكنة الجامايكية، بالإضافة إلى الكندية الفرنسية، والإيطالية، والسلوفاكية، وأجرت محطة BBC NEWS لقاءً معها، كما ظهرت في برنامج ريتشارد وجودي في المملكة المتحدة في شهر يوليو من عام 2006 لتتحدث عن الكارثة التي تعرضت لها.
في الرابع عشر من شهر يوليو من عام 2007 تحدث صبي اسمه راجيش في منطقة نائية في الهند باللغة الإنجليزية فجأة، على الرغم من أنه لم يخرج من موطنه أبداً. واُفترض في السجلات أن الصبي هو استنساخ لروح عالِم أمريكي، كانت هذه الحالة غير مفهومة ولم تُربط أبداً بمتلازمة اللكنة الأجنبية. وعلى الرغم من ذلك كانت الأعراض التي تم تسجيلها إشارةً واضحة جداً. (يمكن العثور على شريط فيديو للصبي وهو يتحدث بلكنةٍ إنجليزية على الرابط في قائمة المراجع).
و في عدد شهر يوليو 2008 من مجلة ذا كانيديان جورنال أوف نيرولوجيكال ساينسيز، قدّم باحثون من جامعة ماكماستر دراسة ذكروا فيها أن امرأة من وندسور، أونتاريو، بدأت تتحدث بلكنةٍ وصفها البعض بأنها لكنة سكان نيوفاوندلاند وذلك بعد أن عانت من سكتة دماغية.
في 2008 سندي لو رومبيرغ من بورت أنجلوس في واشنطن، التي عانت من إصابة في الدماغ قبل 17 عاماً من ذلك التاريخ، أُصيبت بمتلازمة اللكنة الأجنبية بعد تعديل عنقها من مقوّم العظام الخاص بها، وعند زيارتها للمستشفى استبعد الأطباء إصابتها بسكتة دماغية، وبعد ذلك تحدثت بلكنةٍ روسية بل يبدو أنها ترتكب أخطاء نحوية يرتكبها روسي يتحدث الإنجليزية، كما لو أن اللغة الإنجليزية لم تكن لغتها الأم، ظهرت سندي في برنامج مستري إي آر على قناة دسكوفري هيلث شانيلز في 26 أكتوبر من عام 2008، كما ظهرت في عدد 31 أكتوبر لمجلة إنسايد ايديشن التلفزيونية.
و في 2008 أُصيبت جولي فرايزر، امرأة من فورت واين في إنديانا تعاني من شقيقة فالجية شديدة متقطعة، بمتلازمة اللكنة الأجنبية، وبعد عدة أشهر من نوبات الشقيقة الفالجية اليومية والمتعددة، أصبحت لكنتها تبدو بريطانية أو روسية، يعتمد ذلك على مستويات الإجهاد العصبي والإدراك بالنسبة للمستمع، إن حالة فرايزر -حتى يومنا هذا- هي أول حالة أكّدت ارتباط متلازمة اللكنة الأجنبية بحالة الشقيقة.
و في 2010 ذُكرت علناً حالة أخرى مرتبطة بالشقيقة الحادة ساره كولويل، امرأة من مقاطعة ديفون في المملكة المتحدة تعاني من آلام الشقيقة المتكررة، عانت من صداع حاد جداً لدرجة أنها اضطرت لاستدعاء سيارة إسعاف، وعندما استيقظت لاحقاً في المستشفى بدت لكنتها لكنةً صينية.
كما سُجلت حالة أخرى تتضمن الشقيقة في شهر سبتمبر 2010، لامرأة بريطانية أيضاً، فبعد أن استلقت كاي راسل، امرأة من مقاطعة غلوسترشير في المملكة المتحدة تبلغ 49 عاماً، على الأرض لفترة من الوقت بسبب صداع الشقيقة، استيقظت ومعها لكنةٌ فرنسية.
في ديسمبر 2010 استيقظ رجل أفريقي ومعه لكنة إيطالية بعد صداع استمر لأسابيع.
و في الخامس من يونيو لعام 2011 ذكرت هافنغتون بوست حالة كارين بلتر، وهي امرأة من نيوبورت-أوريغون، خرجت من عملية جراحية لفمها بلكنةٍ أيرلندية. وأشارت مصادر أخرى أن لكنتها الجديدة تشبه لكنة أوروبا الشرقية.

## الهوامش
1. نص الاقتباس باللغة الأصليَّة الإنجليزية: "The notion that sufferers speak in a foreign language is something that is in the ear of the listener, rather than the mouth of the speaker. It is simply that the rhythm and pronunciation of speech has changed."

### للاستزادة
- Dankovičová J, Gurd JM, Marshall JC, MacMahon MKC, Stuart-Smith J, Coleman JS, Slater A. Aspects of non-native pronunciation in a case of altered accent following stroke (foreign accent syndrome). Clinical Linguistics and Phonetics 2001;15:195-218.
- Gurd JM, Bessell NJ, Bladon RA, Bamford JM. A case of foreign accent syndrome, with follow-up clinical, neuropsychological and phonetic descriptions. Neuropsychologia 1988;26:237-51. ببمد: 3399041
- Gurd JM, Coleman JS, Costello A, Marshall JC. Organic or functional? A new case of foreign accent syndrome. Cortex 2001;37:715-8. ببمد: 11804223 PSHAW